# Ludian
Ludian (chiń. 鲁甸县; pinyin: Lǔdiàn Xiàn) – powiat w południowych Chinach, w prowincji Junnan, w prefekturze miejskiej Zhaotong. W 2000 roku liczył ok. 350 tys. mieszkańców.
3 sierpnia 2014 powiat został dotknięty trzęsieniem ziemi o magnitudzie 6,1, którego łączna liczba ofiar śmiertelnych wyniosła ponad 610 osób, liczba rannych ponad 3100, a pozbawionych dachu nad głową – ponad 200 tys.